# Vladímir Makogónov
Vladímir Andréievitx Makogónov, (en rus: Владимир Андреевич Макогонов); (27 d'agost de 1904 - 2 de gener de 1993) va ser un jugador i entrenador d'escacs soviètic, nascut a Nakhtxivan, (actualment Azerbaidjan), tot i que va viure a Bakú durant gran part de la seva vida. Va obtenir el títol de Mestre Internacional el 1950, i se li va concedir el títol de Gran Mestre honorífic el 1987.
Makogónov mai va ser molt conegut fora de l'URSS, però va ser molt respectat al seu país com a jugador i entrenador. Va ser un dels jugadors més forts dels anys 1940: Chessmetrics calcula la seva puntuació històrica més alta com 2735 a l'octubre de 1945 i la seva millor posició en la classificació mundial històric com a cinquè al juliol de 1945.
|  |

## Resultats destacats en competició
Els seus resultats més notables en torneigs foren un empat als llocs 3r-6è amb Viatxeslav Ragozin, Andor Lilienthal i Grigori Löwenfisch al torneig de Leningrad-Moscou (1939) darrere de Salomon Flohr i Samuel Reshevsky i una segona plaça a Sverdlovsk (1943) darrere de Mikhaïl Botvínnik, però davant de Vassili Smislov i Issaak Boleslavski. El 1942, va derrotar Salo Flohr en un matx a dotze partides celebrat a Bakú, amb un marcador de 7½-4½. El 1944 fou 6è al 13è Campionat de l'URSS a Moscou.
El 1945 va jugar al novè tauler de l'equip soviètic en el matx per ràdio per equips entre els Estats Units i l'URSS, derrotant Abraham Kupchik per 1½-½.
Va deixar de jugar en competició en els anys 1950. Va ser cinc cops campió de l'Azerbaidjan des de 1947 fins a 1952 i va participar en vuit Campionats de l'URSS entre 1927 i 1947, en els quals el seu millor resultat va ser un 4t lloc en solitari el 1937 i un empat per la quarta plaça el 1939.

### Estil de joc i contribució a la teoria dels escacs
Com a jugador, Makogónov va ser conegut pel seu estil posicional. Va fer diverses contribucions a la teoria d'obertures; hi ha una Variant Makogónov a la defensa índia de rei (1.d4 Cf6 2.c4 g6 3.Cc3 Ag7 4.e4 d6 5.h3) i en la defensa Grünfeld (1.d4 Cf6 2.c4 g6 3.Cc3 d5 4.Cf3 Ag7 5.e3 0-0 6.b4). Va ajudar a desenvolupar el Sistema Tartakower del gambit de dama, que és anomenat per algunes fonts sistema Tartakower-Makogónov-Bondarevski.

### Entrenador d'escacs
Makogónov també va ser molt conegut com a entrenador d'escacs. Va ajudar Vassili Smislov a preparar el seu matx pel Campionat del món de 1957 contra Mikhaïl Botvínnik. Entrenà en Vladímir Baguírov i en Génrikh Txepukaitis i per recomanació de Botvínnik, va esdevenir un dels primers professors de Garri Kaspàrov. El seu germà, Mikhaïl Makogónov (1900-1943), va ser també un mestre d'escacs; ambdós van empatar en el primer lloc al campionat d'escacs de Bakú el 1923. Makogónov va morir el 2 de gener de 1993 als 89 anys.